# Coney Island Baby
Coney Island Baby es el sexto álbum de Lou Reed, lanzado en 1976 por RCA.
Se incluye en este disco una versión de "She's My Best Friend", originalmente grabada por Reed con la Velvet Underground en 1969.
Este álbum marca un retorno al rock de guitarra, bajo y batería, luego del experimental doble LP Metal Machine Music.

## Lista de canciones
1. "Crazy Feeling" – 2:58
2. "Charley's Girl" – 2:36
3. "She's My Best Friend" – 6:00
4. "Kicks" – 6:06
5. "A Gift" – 3:47
6. "Ooohhh Baby" – 3:45
7. "Nobody's Business" – 3:41
8. "Coney Island Baby" – 6:36